# Jakob Löffler

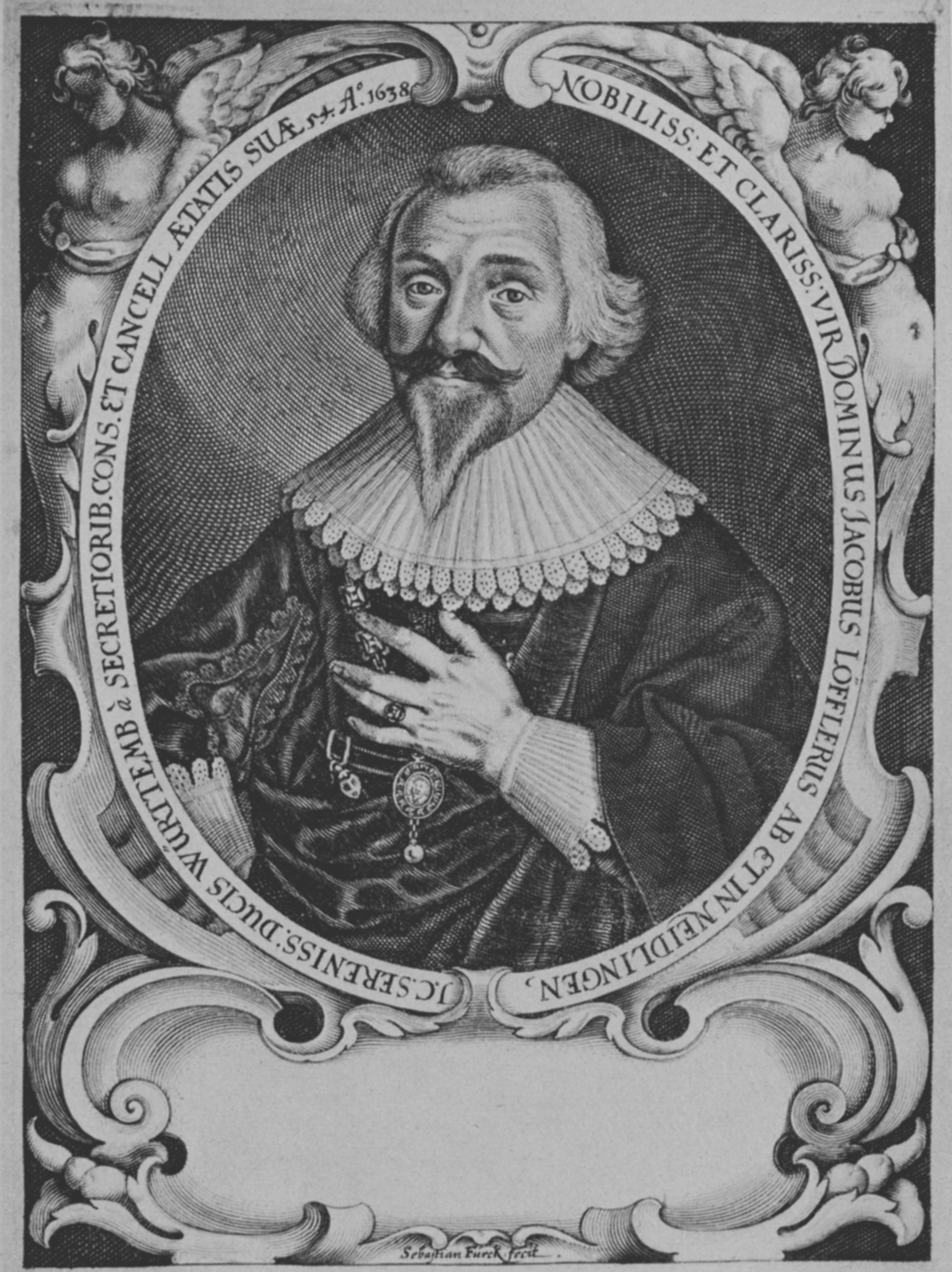
Jakob Löffler, Kupferstich von Sebastian Furck

Jakob Löffler (* 25. Juli 1582 in Löchgau; † 30. April 1638 in Basel) war ein schwäbischer Rechtsgelehrter, württembergischer Kanzler und schwedischer Vizekanzler während des Dreißigjährigen Krieges. 

## Leben

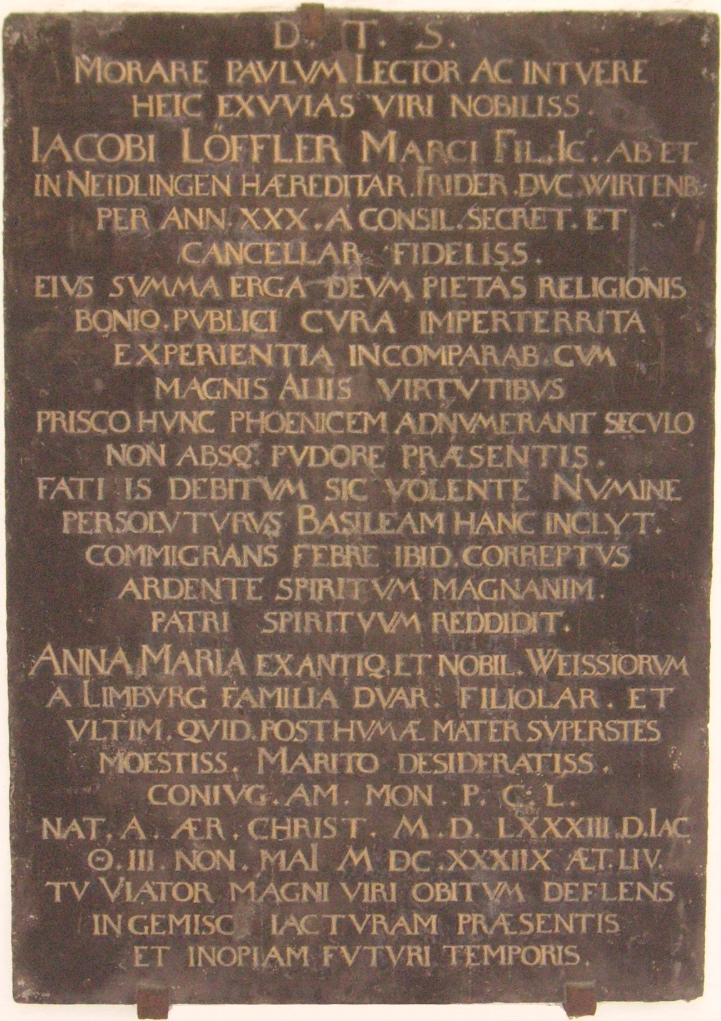
Epitaph im Basler Münster

Jakob Löffler wurde 1583 am Tag des Apostels Jakobus als Sohn des Marx Löffler und seiner Frau Magdalene geb. Burger in Löchgau geboren. Die Familie war 1580 aus Kornwestheim, wo der Vater Speyerischer Stiftsschaffner war, nach Löchgau gezogen.
1592 wechselte der hervorragende Schüler zur Ausbildung an das der Universität Tübingen angegliederte Pädagogium und begann 1596 mit vierzehn Jahren mit dem Studium der Artes und des Rechts. Das Studium in Tübingen schloss er im Jahre 1602 mit dem Bakkalaureat ab. Seit dieser Zeit nannte er sich Johann Jakob Löffler.
Nach dem Studium in Tübingen begab er sich als Hofmeister in Begleitung junger Adliger auf Bildungsreisen durch Europa, die dazu führten, dass Löffler perfekte französische und gute englische, italienische und spanische Sprachkenntnisse erwerben konnte. Zurück in Tübingen arbeitete er an der Universität und als Advokat am Hofgericht. Nachdem Löffler kurzzeitig als Sachwalter am Reichskammergericht in Speyer fungiert hatte, schloss er mit der Promotion zum Doktor beider Rechte am 13. Februar 1609 seine Ausbildung in Tübingen ab.
Herzog Johann Friedrich von Württemberg entsandte ihn im Jahre 1611 in die Grafschaft Mömpelgard, die zu dieser Zeit zu Württemberg gehörte, um die dortigen Schuldenprobleme zu lösen. 1615 wurde er als Nachfolger seines Schwiegervaters, des dortigen Kanzlers Johann Christoph Zenger zum Kanzler ernannt.
1625 wurde Löffler vom Herzog zum württembergischen Vizekanzler ernannt. In dieser Funktion begab er sich 1631 zu König Gustav Adolf, um die Hilfe Schwedens zu erbitten. Da die Schweden Löfflers Begabungen erkannten, trat er mit der Erlaubnis des Herzogs von Württemberg in schwedische Dienste, blieb aber zugleich in württembergischen Diensten.
Am 6. November 1632 fiel König Gustav Adolf in der Schlacht bei Lützen. Im gleichen Monat wurde Löffler zum schwedischen Vizekanzler für Verhandlungen und vom inzwischen amtierenden Herzog Eberhard III. von Württemberg zum württembergischen Kanzler ernannt. Als standesgemäße Ausstattung dieses Amts erhielt er das Rittergut Neidlingen.
Der regierende schwedische Kanzler Axel Oxenstierna verhandelte im März und April 1633 in Heilbronn mit den protestantischen deutschen Ständen und schloss mit ihnen ein Bündnis, den sogenannten Heilbronner Bund. Löffler gehörte bei diesen Verhandlungen dem Consilium formatum, einem 10-köpfigen beratenden Gremium an. Als Mitglied dieses Gremiums wurde er von Oxenstierna an den französischen Hof nach Paris gesandt, um Richelieu zum Beitritt in diesen Heilbronner Bund gegen den deutschen Kaiser Ferdinand II. zu bewegen.
Nach der für Württemberg katastrophal verlorenen Schlacht bei Nördlingen im August 1634 hatte sich das Consilium formatum nach Frankfurt begeben. Von dort aus wurde Löffler ein zweites Mal nach Paris gesandt. Diese zweite Reise war schließlich insoweit erfolgreich, dass er im November 1634 ein Bündnis zwischen Schweden und Frankreich erreichte. Allerdings führte diese Gesandtentätigkeit auch zu seiner Entlassung aus schwedischen Diensten, vor allem wegen der an Frankreich versprochenen Gegenleistungen, insbesondere der entschädigungslosen Abtretung der elsässischen Stadt Benfeld an die Franzosen.
Nun bemühte sich Löffler um die Wiedereinsetzung des außer Landes geflohenen Herzog Eberhard III. von Württemberg. Da Kaiser Ferdinand II. in Löffler nach dessen erfolgreicher Tätigkeit für den Kriegsgegner einen Gegenspieler zu erkennen glaubte, ließ er Löfflers Güter beschlagnahmen. Zusätzlich forderte er von Frankfurt, der Heimatstadt von Löfflers zweiter Ehefrau, dessen Auslieferung.
Löffler floh nach Hamburg und da Schweden trotz jahrelanger treuer Dienste ihm die Aufnahme verweigerte, blieb ihm, auch aus gesundheitlichen Gründen, nur die Flucht in die Schweiz.
In Basel fand er Asyl bis zu seinem Tod. Sein Epitaph befindet sich im Kreuzgang des Basler Münsters.
Die Grund- und Werkrealschule in Löchgau ist nach ihm benannt: Jakob-Löffler-Schule.